# Autoput A5
Der Autoput A5 (serbisch-kyrillisch Аутопут А5), auch als Moravski Koridor (serbisch-kyrillisch Моравски коридор, deutsch: Morava-Korridor) genannt, ist eine im Bau befindliche Autobahn in Serbien. Er wird von Preljina bei Čačak über Mrčajevci, Kraljevo und Kruševac bis Pojate führen und eine Verbindung zwischen den Autobahnen A2 und A1 herstellen. Die Autobahn wird ein Teil der Europastraße 761 sein.
Seit der Neunummerierung des serbischen Straßennetzes im Jahr 2013 trägt die Autobahn die Bezeichnung Autoput A5.

## Geschichte
Eine erste Ausschreibung für die Planung des Abschnitts Pojate–Kruševac erfolgte im Juli 2011. Das Belgrader Verkehrsinstitut CIP gewann diese Ausschreibung und unterzeichnete einen Vertrag im Wert von 169 Mio. RSD mit Betreiber Putevi Srbije für die Erstellung der ersten Machbarkeitsstudie des Autobahnteilstücks zwischen Pojate und Kruševac.
Im Oktober 2018 wurde bekannt, dass die geplanten Kosten von 500 Mio. Euro auf mittlerweile 800 Mio. Euro gestiegen seien. Dies war aber nur eine grobe Schätzung, da der Planungsprozess noch nicht abgeschlossen war. In diesem Zusammenhang wurde eine Absichtserklärung mit der amerikanischen Firma Bechtel als Projektpartner und dem Ministerium für Bau, Transport und Infrastruktur unterschrieben. Im Juli 2019 wurde vom serbischen Parlament ein Sondergesetz verabschiedet, das die Finanzierung der Realisierung der Autobahn durch Aufnahme von Darlehen in Höhe von 800 Mio. Euro von ausländischen Kapitalanlagegesellschaften und Fonds absichert. Trotz der Absichtserklärung vom Oktober 2018 wurde von der serbischen Regierung im August 2019 ein Ausschreibungsverfahren gestartet. Das türkisch-amerikanische Konsortium Bechtel Enka JV, ein Joint Venture von Bechtel Corporation und Enka Insaat ve Sanayi, erfüllte die Kriterien und reichte als einziges Unternehmen ein Angebot ein, welches von der Regierung den Zuschlag erhielt.
Am 5. Dezember 2019 wurde der Vertrag zwischen der serbischen Regierung als Finanzier und der Planungsgesellschaft Koridora Srbije d.o.o. als Investor einerseits sowie von Bechtel Enka JV als Auftragnehmer andererseits unterzeichnet. Das Unternehmen sollte die Ausführungsplanung durchführen und den Bau der 112,4 km langen Autobahn übernehmen. Die Baukosten wurden auf 745 Mio. Euro festgelegt. Die Vertragsdauer soll vier Jahre betragen, wobei die Fertigstellung und Eröffnung der Autobahn nach 2,5 Jahren geplant ist.
Am 29. April 2023 wurde das erste Teilstück zwischen Pojate und  Kruševac eröffnet. Das Zweite Teilstück zwischen Kruševac und Vrnjačka Banja wurde am 22. Dezember 2024 eröffnet.